# Marilou Berry

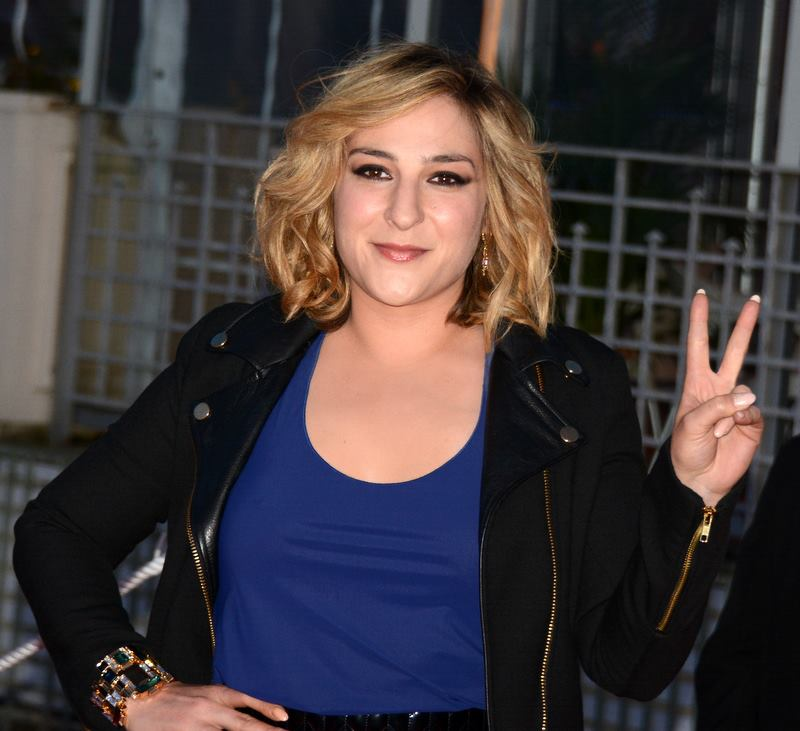
Marilous Berry 2013

Marilou Berry (* 1. Februar 1983 in Paris) ist eine französische Schauspielerin.

## Leben
Marilou Berry ist die Tochter von Josiane Balasko und des Bildhauers Philippe Berry. Sie ist die Nichte des Schauspielers Richard Berry. Sie debütierte im Alter von acht Jahren in der von ihrer Mutter inszenierten Fantasy-Komödie Mein Leben ist die Hölle an der Seite von ihrem Onkel, Daniel Auteuil und Michael Lonsdale. Nach ihrem Schulabschluss studierte sie am Conservatoire de Paris. Anschließend spielte sie Theater und debütierte als Lolita Cassard in der 2004 veröffentlichten und von Agnès Jaoui inszenierten Komödie Schau mich an! an der Seite von Jean-Pierre Bacri und Laurent Grévill in einer Hauptrolle auf der Leinwand. Für ihre Darstellung wurde sie bei der Verleihung des französischen Filmpreises César 2005 als Beste Nachwuchsdarstellerin nominiert. Eine weitere Nominierung in derselben Kategorie folgte 2009 für ihre Darstellung in Vilaine.

## Filmografie (Auswahl)
- 1991: Mein Leben ist die Hölle (Ma vie est un enfer)
- 2004: Schau mich an! (Comme une image)
- 2005: Black Box (La boîte noire)
- 2006: Hilfe, Ferien! (Nos jours heureux)
- 2006: La Voliére aux enfants
- 2007: Zimmer 401 – Rückkehr aus der Vergangenheit (La disparue de Deauville)
- 2008: Vilaine
- 2009: La marche des crabes
- 2010: La chair de ma chair
- 2011: La croisière
- 2013: Diven im Ring (Le reines du ring)
- 2013: Joséphine
- 2014: Valentin Valentin
- 2016: Joséphine s'arrondit
- 2017: Sous le même toit
- 2017: Les nouvelles aventures de Cendrillon
- 2017: Mystère Place Vendôme (Fernsehfilm)
- 2018: L'école est finie
- 2019: Quand on crie au loup
- 2019: Munch (Fernsehserie)

## Auszeichnung (Auswahl)
- César 2005: Nominierung als Beste Nachwuchsdarstellerin für Schau mich an!
- Chlotrudis Awards 2006: Beste Hauptdarstellerin für Schau mich an!
- César 2009: Nominierung als Beste Nachwuchsdarstellerin für Vilaine